# Volleyball-Europapokal der Pokalsieger 1976/77 (Frauen)
Der Europapokal der Pokalsieger der Frauen 1976/77 war die 5. Auflage des Wettbewerbes, an der 16 Volleyball-Vereinsmannschaften aus 16 Ländern teilnahmen. Im letzten Spiel der Finalrunde standen sich die beiden bis dahin ungeschlagenen Mannschaften von Iskra Woroschilowgrad aus der Sowjetunion und vom SC Dynamo Berlin aus der DDR gegenüber. Woroschilowgrad sicherte sich mit einem Sieg nach vier Sätzen den Europapokal der Pokalsieger, welcher zugleich der Dritte für Mannschaften aus der Sowjetunion war.

## Teilnehmer
| Belgien - VOG Antwerpen Bulgarien - ZSKA Sofia BR Deutschland - USC Münster Deutsche Demokratische Republik - SC Dynamo Berlin Frankreich - ASPTT Montpellier Griechenland - Panathinaikos Athen | Israel - Hapoël Merhavia Jugoslawien - ŽOK Rijeka Niederlande - Chicopee/AEC-Wanroij Österreich - SC ÖMV Blau Gelb Wien Polen - Wisła Krakau | Portugal - Benfica Lissabon Rumänien - Rapid Bukarest Sowjetunion - Iskra Woroschilowgrad Tschechoslowakei - KPS Brno Ungarn - Dózsa Újpest Budapest |

## Modus
Im Achtel- und Viertelfinale spielten die Mannschaften im K.-o.-System. In beiden Runden gab es Hin- und Rückspiele. Nach dem Viertelfinale ermittelten dann die letzten vier Mannschaften in einem Finalrunden-Turnier den Europapokalsieger.

## Achtelfinale
|                       | Gesamt |                       | Hinspiel | Rückspiel |
| --------------------- | ------ | --------------------- | -------- | --------- |
| SC Dynamo Berlin      | 6:0    | ASPTT Montpellier     | 3:0      | 3:0       |
| Benfica Lissabon      | 0:6    | VOG Antwerpen         | 0:3      | 0:3       |
| ZSKA Sofia            | 6:3    | USC Münster           | 3:2      | 3:1       |
| Rapid Bukarest        | 6:1    | Panathinaikos Athen   | 3:0      | 3:1       |
| Chicopee/AEC-Wanroij  | 3:6    | Wisła Krakau          | 1:3      | 2:3       |
| SC ÖMV Blau Gelb Wien | 0:6    | Iskra Woroschilowgrad | 0:3      | 0:3       |
| Dózsa Újpest Budapest | 3:3    | KPS Brno              | 3:0      | 0:3       |
| Hapoël Merhavia       | 0:6    | ŽOK Rijeka            | 0:3      | 0:3       |

## Viertelfinale
|                       | Gesamt |                       | Hinspiel | Rückspiel |
| --------------------- | ------ | --------------------- | -------- | --------- |
| VOG Antwerpen         | 0:6    | SC Dynamo Berlin      | 0:3      | 0:3       |
| ZSKA Sofia            | 6:1    | Rapid Bukarest        | 3:0      | 3:1       |
| Wisła Krakau          | 1:6    | Iskra Woroschilowgrad | 0:3      | 1:3       |
| Dózsa Újpest Budapest | 6:1    | ŽOK Rijeka            | 3:0      | 3:1       |

## Finalrunde
Die Finalrunde fand vom 18. bis 20. Februar in der belgischen Stadt Roeselare statt.

### Spiele
| Datum            |                       | Ergebnis |                       |
| ---------------- | --------------------- | -------- | --------------------- |
| Fr. .18. Februar | Iskra Woroschilowgrad | 3:0      | ZSKA Sofia            |
| Fr. .18. Februar | SC Dynamo Berlin      | 3:2      | Dózsa Újpest Budapest |
| Sa. 19. Februar  | SC Dynamo Berlin      | 3:1      | ZSKA Sofia            |
| Sa. 19. Februar  | Iskra Woroschilowgrad | 3:1      | Dózsa Újpest Budapest |
| So. 20. Februar  | Dózsa Újpest Budapest | 3:2      | ZSKA Sofia            |
| So. 20. Februar  | Iskra Woroschilowgrad | 3:1      | SC Dynamo Berlin      |

### Abschlusstabelle
| Pl. | Verein                | S | N | Sätze | Punkte |
| --- | --------------------- | - | - | ----- | ------ |
| 1   | Iskra Woroschilowgrad | 3 | – | 9:2   | 6      |
| 2   | SC Dynamo Berlin      | 2 | 1 | 7:6   | 5      |
| 3   | Dózsa Újpest Budapest | 1 | 2 | 6:8   | 4      |
| 4   | ZSKA Sofia            | – | 3 | 3:9   | 3      |

 Europapokalsieger